# Língua logone
Logone ou laguane é uma língua chádica do grupo biu-mandara falado nos Camarões. Seus dialetos incluem o Logone-Birni e o Logone-Gana.